# Референдумы в Лихтенштейне (2011)
Референдумы в Лихтенштейне проводились в июне, сентябре и октябре 2011 года. Первый референдум проходил с 17 по 19 июня и касался гражданских партнёрств и был одобрен 68,8% голосов избирателей. Закон вступил в силу 1 сентября. Второй реферерендум по разрешению абортов в течение первых 12 недель беременности прошёл 18 сентября. Перед референдумом по абортам наследный князь Лихтенштейна Алоиз заявил, что наложит вето на изменение закона о добровольных абортах в первые 12 недель беременности, если на референдуме граждане поддержат изменение закона, но предложение было отклонено. Третий референдум проводился 30 октября по поводу строительства национального госпиталя в Вадуце и тоже был отклонён избирателями.

## Результаты

### Гражданские партнёрства
| Да или нет                 | Голосов | Процент  |
| -------------------------- | ------- | -------- |
| Да                         | 9239    | 68,76 %  |
| Нет                        | 4197    | 31,24 %  |
| Действительных голосов     | 13436   | 96,05 %  |
| Недействительных голосов   | 540     | 3,95 %   |
| Всего голосов              | 13988   | 100,00 % |
| Явка                       | 74,18 % | 74,18 %  |
| Электорат                  | 18840   | 18840    |
| Источник: Direct Democracy |         |          |

### Аборты
| Да или нет                 | Голосов | Процент  |
| -------------------------- | ------- | -------- |
| Нет                        | 5762    | 52,26 %  |
| Да                         | 5246    | 47,74 %  |
| Действительных голосов     | 11026   | 94,90 %  |
| Недействительных голосов   | 592     | 5,10 %   |
| Всего голосов              | 11618   | 100,00 % |
| Явка                       | 61,14 % | 61,14 %  |
| Электорат                  | 18919   | 18919    |
| Источник: Direct Democracy |         |          |

### Национальный госпиталь
| Да или нет                 | Голосов | Процент  |
| -------------------------- | ------- | -------- |
| Нет                        | 7499    | 58,09 %  |
| Да                         | 5411    | 41,91 %  |
| Действительных голосов     | 12910   | 96,30 %  |
| Недействительных голосов   | 496     | 3,70 %   |
| Всего голосов              | 13406   | 100,00 % |
| Явка                       | 70,78 % | 70,78 %  |
| Электорат                  | 18941   | 18941    |
| Источник: Direct Democracy |         |          |